# Олександрівське (Бойківська селищна громада)
Олекса́ндрівське (до 2016 року — Октя́брське) — село в Україні, у Бойківській громаді Кальміуського району Донецької області. Населення становить 8 осіб.

## Загальні відомості
Перебуває на території, яка тимчасово окупована російськими терористичними військами. Відстань до райцентру становить близько 21 км і проходить переважно автошляхом Т 0508. Землі села межують із територією с. Бессарабка Новоазовського району Донецької області.

## Історія
З кінця 1934 року село входило до складу новоутвореного Остгеймського району, який 1935 року перейменували у Тельманівський на честь лідера німецьких комуністів Ернста Тельмана. У 2016 році в рамках декомунізації в Україні рішенням Верховної Ради України район перейменовано у Бойківський район, а населений пункт Октябрське отримав нову назву — Олександрівське. 2020 року у процесі адміністративно-територіальної реформи Бойківський район увійшов до складу Кальміуського району.

## Населення
За даними перепису 2001 року населення села становило 8 осіб, із них 75 % зазначили рідною мову українську та 25 % — російську.